# Дио, Альфредо Ди
Альфредо Ди Дио (итал. Alfredo Di Dio; 4 июля 1920 — 12 октября 1944) — итальянский офицер, танкист, участник движения Сопротивления в Италии во время Второй мировой войны. Кавалер высшей награды Италии за подвиг на поле боя — золотой медали «За воинскую доблесть» (1944, посмертно).

## Биография
Родился 25 мая 1921 года в городе Палермо региона Сицилия, Королевство Италия.
По окончании Военной академии Модены в июне 1941 года младший лейтенант Альфредо Ди Дио направлен в 1-й танковый полк. В мае 1943 года присвоено звание лейтенанта, командовал 9-й танковой ротой, дислоцированной в Новаре.
Вскоре после того, как правительство Бадольо объявило нейтралитет Италии во Второй мировой войне, лейтенант Альфредо Ди Дио перешёл на сторону сопротивления. В составе партизанского отряда Филиппо Бельтрами направлен в район долины Оссола (провинция Вербано-Кузьо-Оссола), где воевал вместе со своим братом Антонио Ди Дио.
В январе 1944 года при выполнении задания в Милане был схвачен и заключён в тюрьму в Новаре. В это же время его брат и командир отряда Бельтрами были убиты при проведении зачистки частями вермахта. Через месяц ему удалось бежать из тюрьмы и организовать новый отряд, названный «Филиппо Бельтрами», который был позднее преобразован в партизанскую дивизию Вальточе (по состоянию на апрель 1945 года в ней насчитывалось 1200 партизан).
Погиб в бою 12 октября 1944 года во время неожиданной атаки частей вермахта на позиции партизан в Гола ди Финеро (вблизи от Малеско).
Посмертно награждён золотой медалью «За воинскую доблесть».
Из представления к награде:

Армейский офицер с первого дня сопротивления был во главе своего подразделения, участвуя в упорной борьбе против угнетателей. Он организовал первые партизанские отряды и с большой дерзостью повёл их за собой в неравной борьбе через серию отважных предприятий. Будучи схваченным врагом, с презрительной гордостью выдержал суровый допрос и сумел бежать, с азартом возобновив своё участие в боевых действиях, которые через несколько месяцев кровопролитной борьбы привели к завоеванию Оссола. Победив в этой первой части Италии, с оружием в руках отважно оборонялся в течение сорока дней со своими людьми, изнемождёнными, голодными и плохо вооружёнными, против значительно превосходящих сил противника, пока не погиб смертью храбрых, возглавляя своих партизан.
Валле Строна, сентябрь 1943; Оссола, Вал Вигеццо, Финеро, сентябрь—октябрь 1944.
Оригинальный текст (итал.)Ufficiale dell’Esercito in s.p.e., fin dal primo giorno della resistenza fu alla testa del proprio reparto nell’accanita battaglia contro l’oppressore. Organizzò i primi nuclei partigiani e con magnifico ardimento li condusse nell’impari lotta attraverso una serie di audaci imprese. Catturato dal nemico, con sdegnosa fierezza subì i duri interrogatori e, riuscito a farsi liberare, temerariamente riprese il suo posto di combattimento partecipando alle operazioni che, attraverso lunghi mesi di sanguinosa lotta, portarono alla conquista della Val d’Ossola. In questo primo lembo d’Italia valorosamente conquistato resistette per quaranta giorni con i suoi uomini stremati, affamati e male armati contro forze nemiche di schiacciante superiorità, finché con le armi in pugno incontrò eroica morte alla testa dei suoi partigiani.

Valle Strona, settembre 1943; Valle d’Ossola, Val Vigezzo, Finnero, settembre — ottobre 1944.

## Награды
- Золотая медаль «За воинскую доблесть» (1944, посмертно)

## Память
В честь Альфредо Ди Дио названа одна из улиц в Галларате, а также 7-й танковый батальон Вооружённых сил Италии. В 1947 году Университет Павиа удостоил его почётной степени.